# 兩岸電影交流委員會
兩岸電影交流委員會，是自2009年由臺灣導演李行所創辦。該組織每年與中國電影基金會籌辦兩岸電影展，是現今唯一在促進臺灣海峽兩岸交流的影展。

## 歷史
2009年4月10日在臺灣電影產業與行政院新聞局共同籌辦的組織，並推舉李行導演擔任第一屆兩岸委員會主任委員，每年的兩岸電影展李行都親自與臺灣年輕導演及演員赴中國大陸交流。
在海峽兩岸經濟合作架構協議生效後，台灣電影不再受中國大陸進口影片配額之限制，提高在中國大陸電影市場能見度。該會主任委員李行於表示，將加快臺灣電影進口中國大陸程序及發行電影單位直接接軌，以及與中國大陸合作攝製電影上，取得進一步的開放空間。
2013年推廣台灣紀錄片至中國大陸，以「鏡頭下的社會關懷－台灣紀錄片展」在金雞百花電影節中放映台灣作品。
2014年兩岸電影交流委員會舉辦座談會，邀請臺灣導演蔡岳勳和中國大陸導演陳思誠、製片人龍丹妮出席第一場與談「當電視電影化，是趨勢？還是曇花一現？」，分享《痞子英雄》、《北京愛情故事》、《爸爸去哪兒》的電影製片經驗。第二場座談會邀請到臺灣導演任賢齊和中國大陸導演彭磊、盧庚戌共同與談「我的跨界導演夢」，講述音樂人跨界導演的電影，所執導紀錄片《媽祖迺台灣》及電影《房間裡的舞蹈》、《怒放之青春再見》的拍攝歷程。

## 外部連結
- 兩岸電影交流委員會的Facebook專頁